# عادل إمام
عادل محمد إمام محمد بخاريني، والملقب فنيًا بـالزعيم، (مواليد 17 مايو 1940) هو ممثل أفلام وممثل تلفزيوني وممثل مسرحي مصري. يُعَد أحد أشهر الممثلين وأكثرهم شعبية في مصر والوطن العربي، اشتُهِر بأداء الأدوار الكوميدية التي مُزجت بالأفلام السياسية والرومانسية والقضايا الاجتماعية، في بداية صعوده، لعب دور البطولة في أعمال أكثر جدية ودمج الكوميديا مع الرومانسية، مثل مراتي مدير عام (1966) وكرامة زوجتي (1967) وعفريت مراتي (1968). بدأ عادل إمام حياته الفنية في بداية الستينات، وقدَّم لغاية الآن 126 فيلماً و16 مسلسلاً و11 مسرحية ومسلسل إذاعي مع المطرب عبد الحليم حافظ بعنوان أرجوك لا تفهمني بسرعة (1973).
نال إمام درجة البكالوريوس في الزراعة من جامعة القاهرة، كان قد بدأ عادل إمام حياته الفنية على مسرح الجامعة، ومنها انطلق إلى عمل السينما. مع دخوله لعالم السينما، لعب إمام دور البطولة في العديد من الأفلام التي حققت أعلى الإيرادات في تاريخ السينما المصرية، حيث كانت أفلامه في الثمانينيات والتسعينيات الأعلى أرباحاً في السينما حينها مما جعله متفوقاً على باقي الممثلين. كانت مساهماته في صناعة السينما والمسرح من خلال معالجة القضايا الاجتماعية والسياسية في الوطن العربي؛ الأمر الذي أكسبه شهرة واسعة في جميع أنحاء العالم وجعله واحداً من أكثر الشخصيات العامة العربية تأثيراً في الثمانينيات والتسعينيات. تحظى بعض أعماله السينمائية والتلفزيونية بالجرأة وتثير ضجة وجدلاً لنقاشه لقضايا اجتماعية وسياسية ودينية مهمة مثل الأزمات العربية مع إسرائيل والدنمارك.
أصبح أيقونة ثقافية في تاريخ مصر الحديثة، إذ حازت أفلامه على طائفة كبيرة من المتابعين، مما ألهم إطلاق العديد من مشاهده ميمز على الإنترنت وكرسومات على دفاتر الملاحظات، وأصبحت جُملهُ من الثقافة الشعبية في المنطقة. مع ذلك، يُعَد عادل إمام ممثلاً مثيرًا للجدل، فقد اكتسب شهرة وقاعدة جماهيرية وفي نفس الوقت كان له أعداء في الوسطين الفني والشعبي. في يناير 2000، عُيِّن سفيراً للنوايا الحسنة لمفوضية الأمم المتحدة.

## الحياة الشخصية

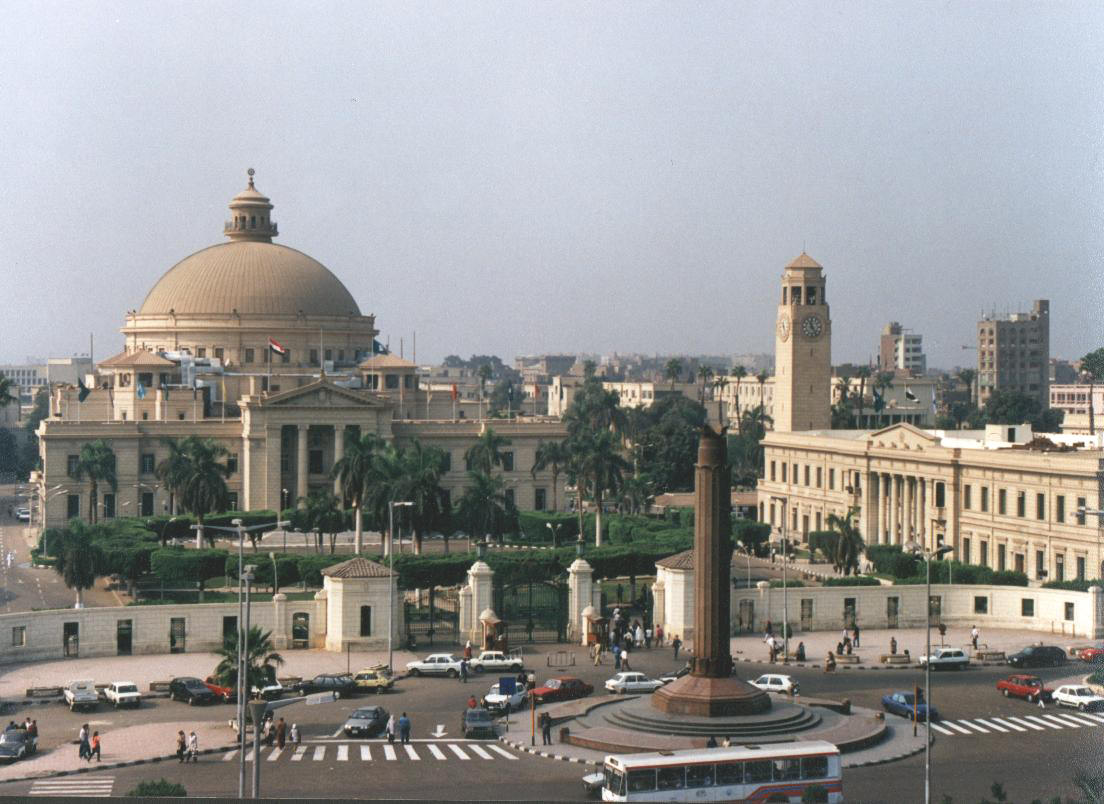
صورة لجامعة القاهرة، ويظهر في الصورة مسرح الجامعة (قاعة الاحتفالات الكبرى)، حيث تدرب عادل إمام على خشبة المسرح فترة شبابه.

وُلِد عادل إمام لأسرة فلاحية فقيرة في 17 مايو 1940 في حي السيدة عائشة بالقاهرة، لكن تعود أصول عائلته إلى قرية شها مركز المنصورة بمحافظة الدقهلية. ذكر عادل إمام أنه أحب والدته جداً، وتأثر بشدة بوفاتها. والده هو محمد إمام، كان متديناً، عمِلَ «شاويش» في الشرطة، كان قد تُوفي والده عام 1997، بعد أن عانى لفترة من مرض آلزهايمر. لدى عادل إمام شقيق وشقيقتان، شقيقه هو المنتج عصام إمام، وشقيقتاه إيمان ومنى، كما أن الفنان مصطفى متولي هو صهره، فهو متزوج من شقيقته إيمان إمام.
انتقل عادل في طفولته مع عائلته من حي السيدة عائشة إلى حي الحلمية، ثم حي العمرانية في الجيزة، ثم المهندسين، ثم المنصورية. درس عادل في مدرسة الحلمية، ثم انتقل لمدرسة بنباقدان الثانوية، ثم المدرسة الثانوية المرقصية بالإسكندرية، بعد إنهائه مرحلة المدرسة؛ التحق عادل إمام بكلية الزراعة في جامعة القاهرة، ومن زملاء دفعته الممثل صلاح السعدني ورئيس وزراء سورية السابق محمود الزعبي.
وبدأ حياته الفنية على مسرح جامعة القاهرة، منها عمل في المسرح والسينما، حيث كان قد شارك بمسرحية أنا وهو وهي (1963) وهو في السنة الثالثة في الجامعة.
تزوج عادل إمام من هالة الشلقاني، ولديه ثلاثة أبناء: رامي وسارة ومحمد، كما لديه ثمانية أحفاد، ثلاثة منهم أبناء لرامي، وهم: عادل وعز الدين ورُقية، وثلاثة بنات من سارة، وهم: هالة وكاميليا وأمينة، وابنتان لمحمد، وهما: خديجة وقسمت. زوجة رامي تُدعى ياسمين، وزوج سارة هو أحمد مقبل، وزوجة محمد هي نوران طلعت.

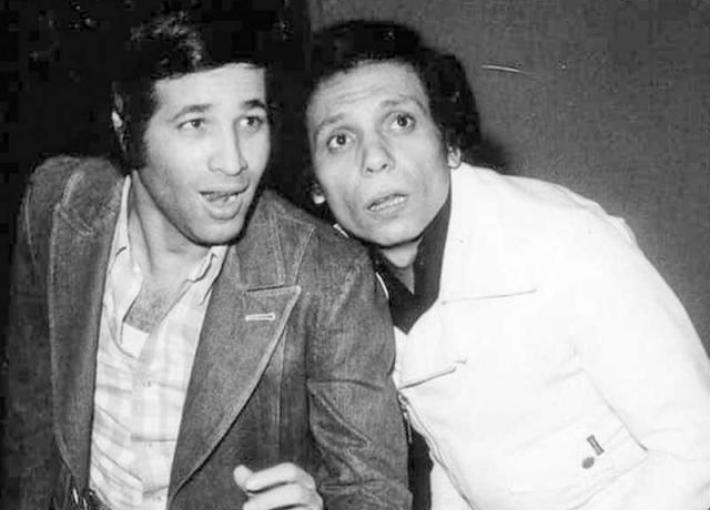
صورة تجمع عادل إمام وسعيد صالح خلف خشبة المسرح أثناء عرض مسرحية مدرسة المشاغبين.

صرّح عادل إمام في برنامج حواري استضافته هالة سرحان أن سعيد صالح وصلاح السعدني هم «رفاق السلاح»، حيث كانوا من أعز أصدقائه وكانت صداقتهم قد بدأت قبل التمثيل.
في 2 فبراير 2012، حُكم على عادل إمام (غيابياً) بالسجن ثلاثة أشهر بتهمة الإساءة للإسلام. قال إمام إنه سيستأنف الحكم. في 12 سبتمبر 2012، كسب عادل إمام القضية عندما برأته محكمة جنح الهرم في القاهرة من التشهير بالإسلام في أفلامه.

## السيرة الفنية
بدأ عادل إمام عام مشواره الفني سنة 1962 بأدوار صغيرة، لكن ازدادت شهرته بشكل صارخ في منتصف السبعينيات من القرن العشرين، كان ذلك من خلال أدواره الكوميدية الممزوجة بالشخصية السياسية. ازدادت شهرته بشكل خاص بعد مسرحية مدرسة المشاغبين (1973).

### بداياته (1962–1970)

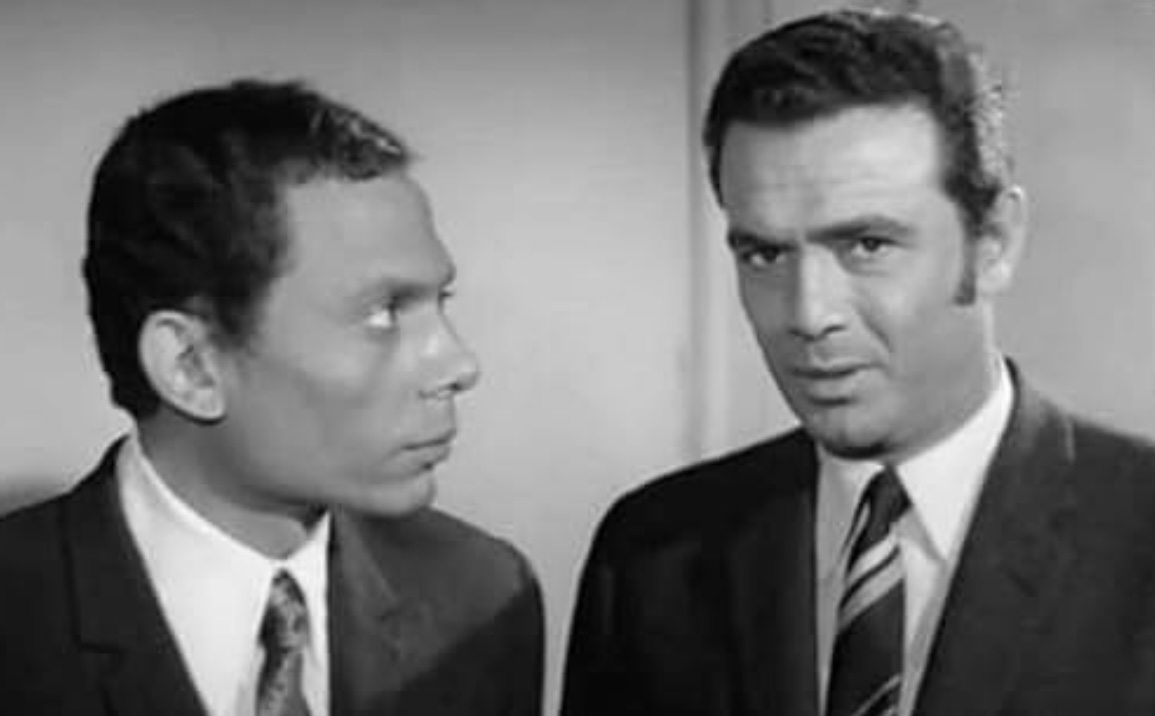
عادل إمام بجانب صلاح ذو الفقار في مشهد من فيلم برج العذراء عام 1970.

بدأ مشواره الحافل في مسرحية أنا وهو وهي (1963). المسرحية من بطولة فؤاد المهندس وشويكار، كان حينها عادل إمام طالباً في الجامعة. في ذلك الوقت، طلب فؤاد المهندس وجهاً جديداً لتأدية المسرحية. اختار المهندس عادل إمام ليُمثل في المسرحية بعد أن تقدم حينها 90 ممثلاً للمسابقة. حققت المسرحية نجاحاً هائلاً كما لفت عادل إمام الأنظار إليه، ومنها توالت أعماله المسرحية، وفي السينما، ظهر عادل في أفلام عديدة، كانت بداياته في أفلام ظهر فيها الطابع الكوميدي ومُزج بالرومانسية، مثل مراتي مدير عام (1966) وكرامة زوجتي (1967) وعفريت مراتي (1968)، جميع هذه الأفلام بطولة صلاح ذو الفقار وشادية بجانب عادل إمام.
كما ظهر في الأفلام الكوميدية المدموجة بعنصر من الإثارة مثل لصوص لكن ظرفاء (1968) بمشاركة أحمد مظهر وماري منيب، وفيلم برج العذراء (1970) بطولة صلاح ذو الفقار وناهد شريف.

### 1970–1980

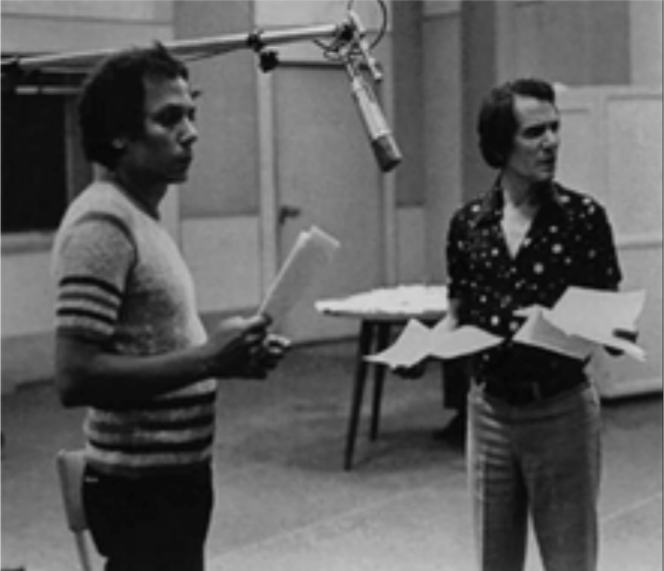
عادل إمام بجانب عبد الحليم حافظ في رمضان عام 1973 أثناء تقديمهما مسلسل أرجوك لا تفهمني بسرعة، لم يتم إكمال المسلسل بسبب حرب 1973.

كان قد ظهر عادل إمام في خمسة أفلام في عام 1970، وهم: رضا بوند والمراية وبحبك يا حلوة وحب المراهقات وبرج العذراء، وسبعة أفلام عام 1971؛ مما يدل على ممثل صاعد غزير الإنتاج. ثم بدأت شهرته في مرحلة سبعينيات القرن العشرين، انطلقت شهرته من خلال عدة أفلام أدى فيها دور البطولة، لم يكن طريق الوصول للبطولة سهلاً، حيث كانت بداية أدوار بطولة في السبعينات؛ أي بعد عقد من دخوله عالم التمثيل. ذاع صيته وعشقه الناس بعد نجاحه المدوي في تأدية دور الزعيم بهجت الأباصيري في مسرحية مدرسة المشاغبين (1973). أدى دور البطولة في أفلام حققت له شهرة عالية في ذلك الوقت مثل: البحث عن فضيحة مع ميرفت أمين وسمير صبري، وعنتر شايل سيفه مع نورا، والبحث عن المتاعب مع محمود المليجي وناهد شريف وصفاء أبو السعود.
يُعد فيلم إحنا بتوع الأتوبيس من أهم أفلام السينما المصرية، حيث تطرق لأمور ذات طابع سياسي حاد، وهو ما كان جديد لعادل إمام. كما حقق فيلم رجب فوق صفيح ساخن (1979) مع سعيد صالح وناهد شريف شهرة واسعة.

### 1980–1990

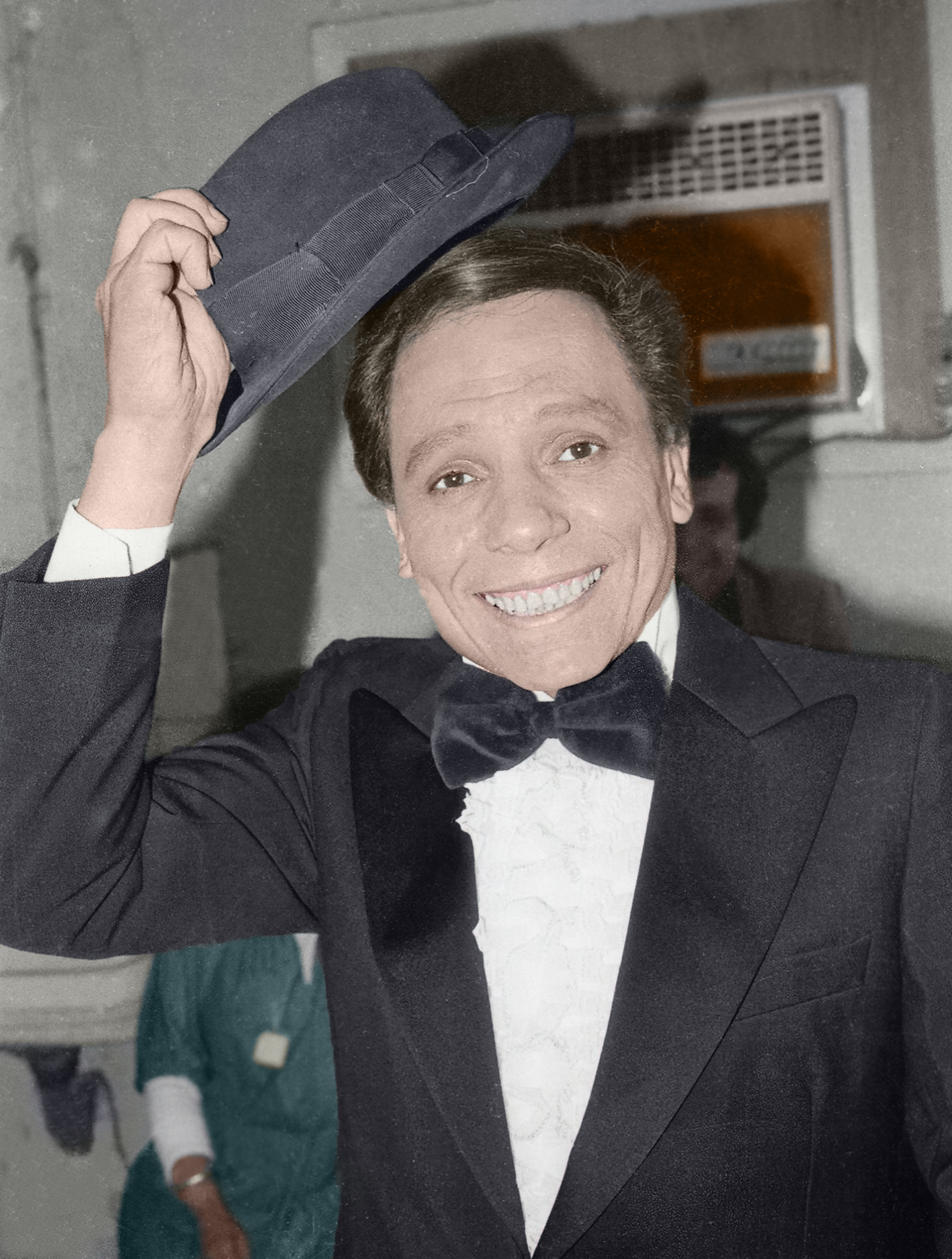
صورة لعادل إمام خلف الكواليس في ثمانينات القرن الماضي.

تلت ذلك مرحلة السيطرة والتربع حيث أصبح أحد الممثلين الأكثر شراء تذاكر لأعماله السينمائية في حقبة ثمانينيات القرن العشرين حيث شارك بشخصيات كوميدية جسد فيها دور المصري بمختلف مراحله ومستوياته، مثل الشاب المتعلم أو الريفي البسيط وتصدى لقسوة الحياة وفي نفس الفترة لعب أدوار أكثر جدية لينافس بها ممثلي جيله المميزين أحمد زكي ومحمود عبد العزيز ونور الشريف، ووجد ترحيبًا من النقاد في عدد من الأفلام.
وواصل نجاحه التجاري في أفلام ذات طابع الأكشن وأكثر ضخامة على المستوى الإنتاجي مثل النمر والأنثى، المولد، حنفي الأبهة.

### 1990–2000
ومع بداية تسعينيات القرن العشرين أخذت أفلامه الصبغة السياسية الإجتماعية التي تعكس اهتمامات رجل الشارع العادي في المجتمع المصري والعربي بشكل كوميدي وشَكَّل فريق عمل ناجح جدًا مع السيناريست وحيد حامد والمخرج شريف عرفة.

### 2000–إلى الآن

مشهد من عمارة يعقوبيان (2005)، حيث يؤدي عادل إمام دور زكي الدسوقي، وهو يطلب من الرب الرحمة والمغفرة.

ولقد حقق نجاحاً كبيراً في السنوات الأخيرة على المستوى المحلي والعالمي في دور (زكي الدسوقي) في فيلم عمارة يعقوبيان الذي أشاد به النقاد الدوليون والعالميون، وعُرِضَ الفيلم في عده مهرجانات عالمية وفي مهرجان تريبيكا السينمائي في نيويورك، وتلته نجاحات في أفلام مثل مرجان أحمد مرجان وحسن ومرقص مع الفنان عمر الشريف، وبوبوس مع الفنانة يسرا، كما عُرِفَ عنه تشجيعه المواهب الجديدة بمشاركتهم ببطولته أعماله حيث شاركت أمامه الممثلة نيللي كريم ببطولة فيلم زهايمر عام 2010.

### ثنائيات
كوَّن عادل إمام ثنائيات فنية عدة لاقت نجاحاً باهراً، كان من أبرزها من الفنانين سعيد صالح الذي شارك عادل إمام في الكثير من أعماله السينمائية، بالإضافة إلى أحمد راتب ويوسف داوود وسعيد طرابيك وخالد سرحان وضياء الميرغني، ومن الفنانات لبلبة ويسرا واللتين اشتركتا معه في الكثير من الأفلام.

### المناصب
تم اختياره عام 2000 سفيرًا للنوايا الحسنة في المفوضية العليا لشؤون اللاجئين التابعة للأمم المتحدة، وبذلك أصبح معروفًا على المستوى السياسي العالمي.

### انتقادات وجدل
كثيرًا ما يتعرض للانتقادات وإثارة الجدل، حيث وجهت له انتقادات من بعض الإسلاميين لاستهزائه ببعض الجماعات الدينية كما في مسرحية الواد سيد الشغال[بحاجة لمصدر] ومواجهة التطرف الديني وتقديمه أدوار عن الجماعات الإرهابية كما في فيلم الإرهابي، وهجومه على ما يسمى الإسلام السياسي ويتهمه بالتحريض على العنف في فيلم طيور الظلام أيضا انتقده البعض لاحتواء بعض أفلامه على مشاهد خادشة للحياء حسب وصفهم.
وأيضا انتقد لاستشارة من البابا شنودة رئيس الكنيسة الأرثوذكسية القبطية المصرية لكي يقوم بدور قسيس في فيلم حسن ومرقص، بينما انتقده آخرون لذات السبب ولأنه حسب بعض المنتقدين لم يستشر الأزهر في أي من أعماله السابقة بشأن أدواره التي تناول فيها قضايا تخص التيارات الدينية الإسلامية.
قدم المحامي عسران منصور دعوى إلى محكمة جنح الإسكندرية ضده وكذلك ضد كاتب السيناريو وحيد حامد والمخرجين شريف عرفة ونادر جلال والكاتب لينين الرملي يتهمهم بازدراء الأديان السماوية والسخرية من المقدسات ورجال الدين في أعمالهم الفنية، مثل أفلام حسن ومرقص ومرجان أحمد مرجان والإرهابي والإرهاب والكباب وعمارة يعقوبيان، ومسرحيتي الزعيم وشاهد ما شفش حاجة أحالتها محكمة جنح الإسكندرية إلى محكمة جنح الهرم في القاهرة ومحكمة جنح العجوزة في محافظة الجيزة لأن مواقع إنتاج الأعمال المدعى عليها وعرضها تقع في دائرتيها.

#### الحكم بالسجن
في 2 فبراير 2012 قضت محكمة جنح الهرم في القاهرة بالحبس ثلاثة أشهر ودفع غرامة قدرها 1000 جنية، بتهمة ازدراء الدين الإسلامي من خلال أعماله الفنية السينمائية، وصدر الحكم برئاسة المستشار «محمد عبد العاطي»، واستند المحامي «عسران منصور» في القضية التي رفعها عليه بعام 2011 على أدواره في العديد من الأفلام مثل مرجان أحمد مرجان وحسن ومرقص والإرهابي ولكنه أكد أنه لم يكن لديه علم بهذه الدعوى التي صدر فيها حكم غيابي بحبسه وتغريمه ولم يصله استدعاء إلى المحكمة، ولم يذهب محامي للدفاع عنه في التهمة المشار إليها، مطالبًا في الوقت نفسه بضرورة احترام حرية الإبداع والتعبير الفني،  وتم تأييد الحكم في 24 أبريل 2012، وفي 26 أبريل قررت «محكمة جنح العجوزة» عدم قبول الدعوى المقدمة ضده مع الكاتب وحيد حامد والمخرج شريف عرفة والمخرج نادر جلال ولينين الرملي بشقيها المدني والجزائي لأن الدعوى أقيمت «بغير ذي صفة»، وعدم وجود الجريمة فيها وتغريم رافيعها 50 جنيهاً.
وفي 12 سبتمبر 2012 قضت محكمة الاستئناف ببراءة عادل إمام من تهمة ازدراء الأديان مصرحة أنها لم تجد في أعماله إساءة إلى الإسلام أو الديانات السماوية الأخرى، فألغت الحكم بالسجن وحكمت على المدعي بتعويض المصاريف.

## الجوائز والتكريم

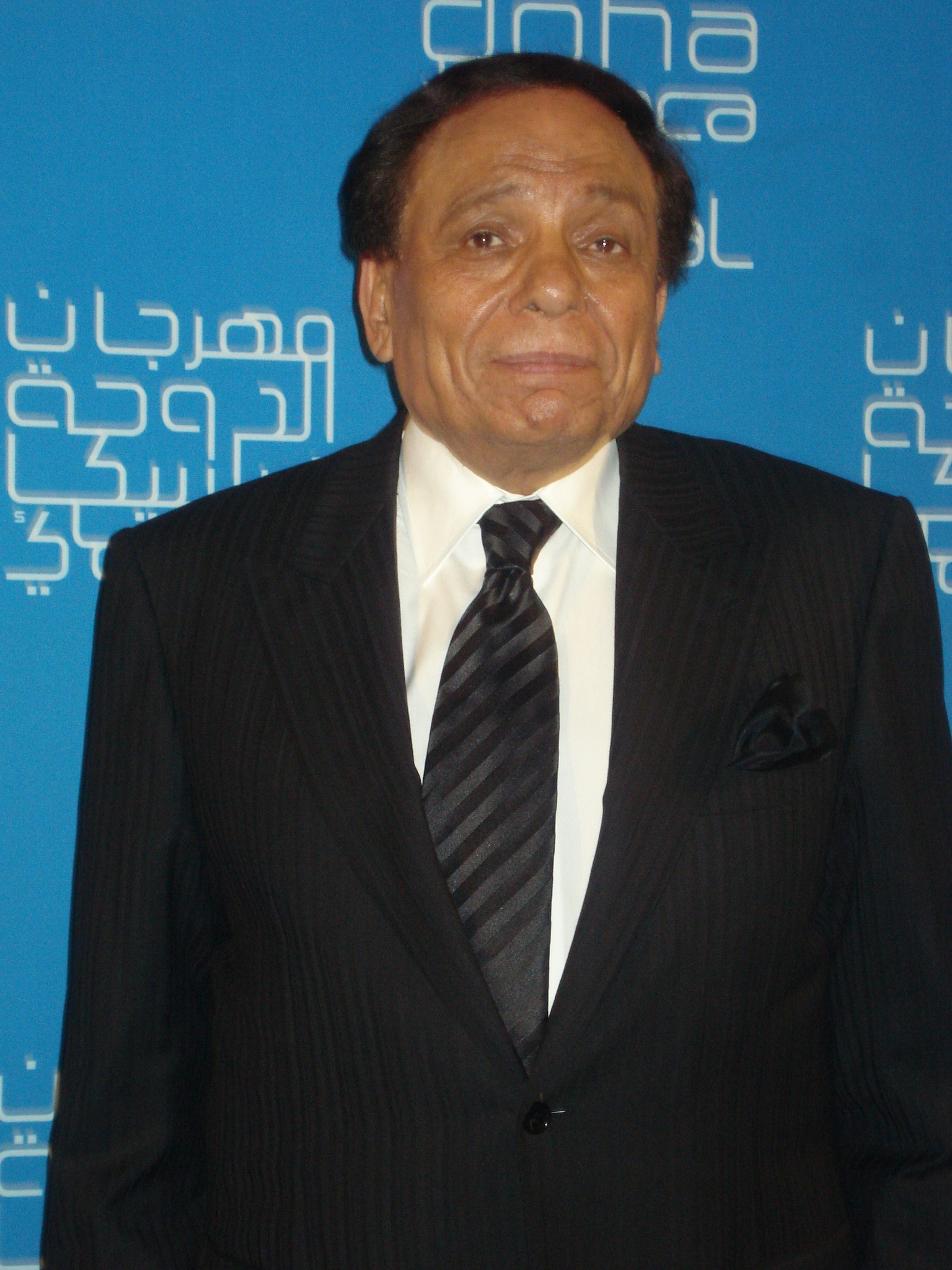
عادل إمام في مهرجان الدوحة سنة 2009

- جائزة أفضل ممثل لعام 1995 عن فيلم الإرهابي من مهرجان القاهرة السينمائي.[29]
- جائزة الإنجاز مدى الحياة من مهرجان دبي السينمائي الدولي لعام 2005.[29]
- جائزة من لجنة التحكيم الدولية لأفضل ممثل لعام 2006 عن فيلم عمارة يعقوبيان من مهرجان ساو باولو السينمائي الدولي.[29]
- جائزة أفضل ممثل لأفلام السرد لعام 2006 من مهرجان تريبيكا السينمائي الدولي في نيويورك.[29]
- جائزة أفضل ممثل لعام 2007 عن فيلم عمارة يعقوبيان من مهرجان القاهرة السينمائي.[29]
- جائزة الإنجاز مدى الحياة من مهرجان دبي السينمائي الدولي لعام 2008.[29]
- جائزة شرفية من مهرجان مراكش السينمائي الدولي عام 2014.[29]
- جائزة التانيت الذهبي من مهرجان قرطاج السينمائي عام 2016.[29]
- الوسام الوطني للإستحقاق في قطاع الثقافة من الصنف الأول من قبل الرئيس التونسي الباجي قائد السبسي عام 2016.[30]
- جائزة الإنجاز الابداعي في الدورة الأولى من مهرجان الجونة لعام 2017.[31][32]
- أعلن المستشار تركي آل الشيخ عن منح جائزة «زعيم الفن العربي»، للمرة الأولى له، بحفل جوائز صناع الترفيه 2024.[33][34]

## اعتزاله
أفاد رامي إمام نجل عادل إمام، أن الزعيم «على حد تعبيره» قرر التفرغ للحياة الأسرية، والابتعاد عن المشاركات الفنية.

## وصلات خارجية
- عادل إمام على موقع IMDb (الإنجليزية)
- عادل إمام على موقع الدهليز
- عادل إمام على موقع قاعدة بيانات الأفلام العربية
- عادل إمام على موقع ألو سيني (الفرنسية)
- عادل إمام على موقع أول موفي (الإنجليزية)
- عادل إمام على موقع ديسكوغز (الإنجليزية)
- عادل إمام على موقع قاعدة بيانات الفيلم (الإنجليزية)
- عادل إمام على موقع كينوبويسك (الروسية)